# Cratere Ottumwa
Ottumwa  è un cratere sulla superficie di Marte.